# حديقة براغ
حديقة براغ أو حديقة باب الوادي هي حديقة عامة تقع في بلدية باب الوادي ضمن ولاية الجزائر على سفح هضبة من جبال ساحل الجزائر.

## التاريخ

### الأصل
كانت أرضية حديقة براغ جزء من غابات الصنوبر البحري التي تزين سفوح ومنحدرات جبال ساحل الجزائر قبل تأسيس وتطور مدينة الجزائر.
وتقع القطعة الأرضية التي تضم هذا المنتزه خارج أسوار قصبة الجزائر التاريخية من الجهة الغربية أين كانت تقع البوابة المسماة «باب الوادي» والمطلة على مجرى «وادي المقصل» المنحدر من جبل بوزريعة.
وتم ضم هذه الأحراش خلال القرن الثامن عشر الميلادي إلى الأملاك الوقفية التابعة لمؤسسة زاوية سي السعدي التي تأسست في أعالي الحديقة الحالية من طرف العالم الفقيه «سيدي محمد بن محمد السعدي».

### الاحتلال الفرنسي
حينما بسط الاحتلال الفرنسي للجزائر سلطته على مدينة الجزائر، استحوذ على زاوية سي السعدي وعلى أملاكها الوقفية.
وتم ضم الأحراش الواقعة شمال «ضريح سي السعدي» إلى إدارة الاحتلال التي قامت بتسييجها وإنشاء منتزه بتسمية «حديقة مارنغو» (بالفرنسية: Jardin Marengo)‏ خلال عام 1839م.
ولم يكن «ضريح سيدي عبد الرحمان الثعالبي» يبعد عن هذه الحديقة إلا بمسافة متوسطة داخل أسوار قصبة الجزائر.

### استقلال الجزائر
تمت إعادة تسمية «حديقة مارنغو» (بالفرنسية: Jardin Marengo)‏ بعد استرجاع استقلال الجزائر عن فرنسا في 1962م بتسمية «حديقة براغ» (بالفرنسية: Jardin de براغ)‏.
وكان هذا المنتزه مع المنشآت الوقفية التابعة تاريخيا لزاوية سي السعدي يقع غير بعيد عن ثانوية الأمير عبد القادر في قصبة الجزائر، وبجوار «مقبرة الباشاوات».
والشارعان الحاليان الذان يحددان الطرف الجنوبي لهذا المنتزه هما «شارع أرزقي لوني» و«شارع عبد الرحمان عرباجي».
وكانت المرتفعات الجنوبية والغربية لموقع هذا المنتزه قرب قصبة الجزائر تزخر بالعديد من الأضرحة والزوايا والبنايات الوقفية قبل أن تهدمها وتطمسها إدارة الاحتلال الفرنسي.

## الخصائص
تُعتبر حديقة براغ الموجودة في غرب العاصمة الجزائرية متحفا فعليا للطبيعة، إذ تضم حوالي 64 نوعا من النباتات والأشجار التي عمرها مئات السنين، مع أنواع من أشجار النخيل والصنوبر، فضلا عن كونها حديقة على الطراز الفرنسي الكلاسيكي.
يتميز مناخ حديقة باب الوادي بدرجة حرارة معتدلة تتراوح ما بين 6 درجات شتاء و38 درجة صيفًا، بينما لا تنخفض درجة الحرارة في الحديقة عن 15 درجة شتاء، ولا تزيد عن 25 درجة أثناء الصيف.
وأقيمت هذه الحديقة في الجزائر عام 1839م أي بعد تسع سنوات على بدء الاحتلال الفرنسي للجزائر، وتبلغ مساحة الحديقة هكتاريْن قبالة خليج الجزائر على بعد كيلومترات قليلة من الجزائر الوسطى.
وتُشكل هذه الحديقة متحفا حقيقيا للطبيعة، إذ تحوي أشجارا يفوق عمرها 150 سنة ونباتات نادرة وفريدة أتت من مختلف أرجاء العالم.

## المرافق

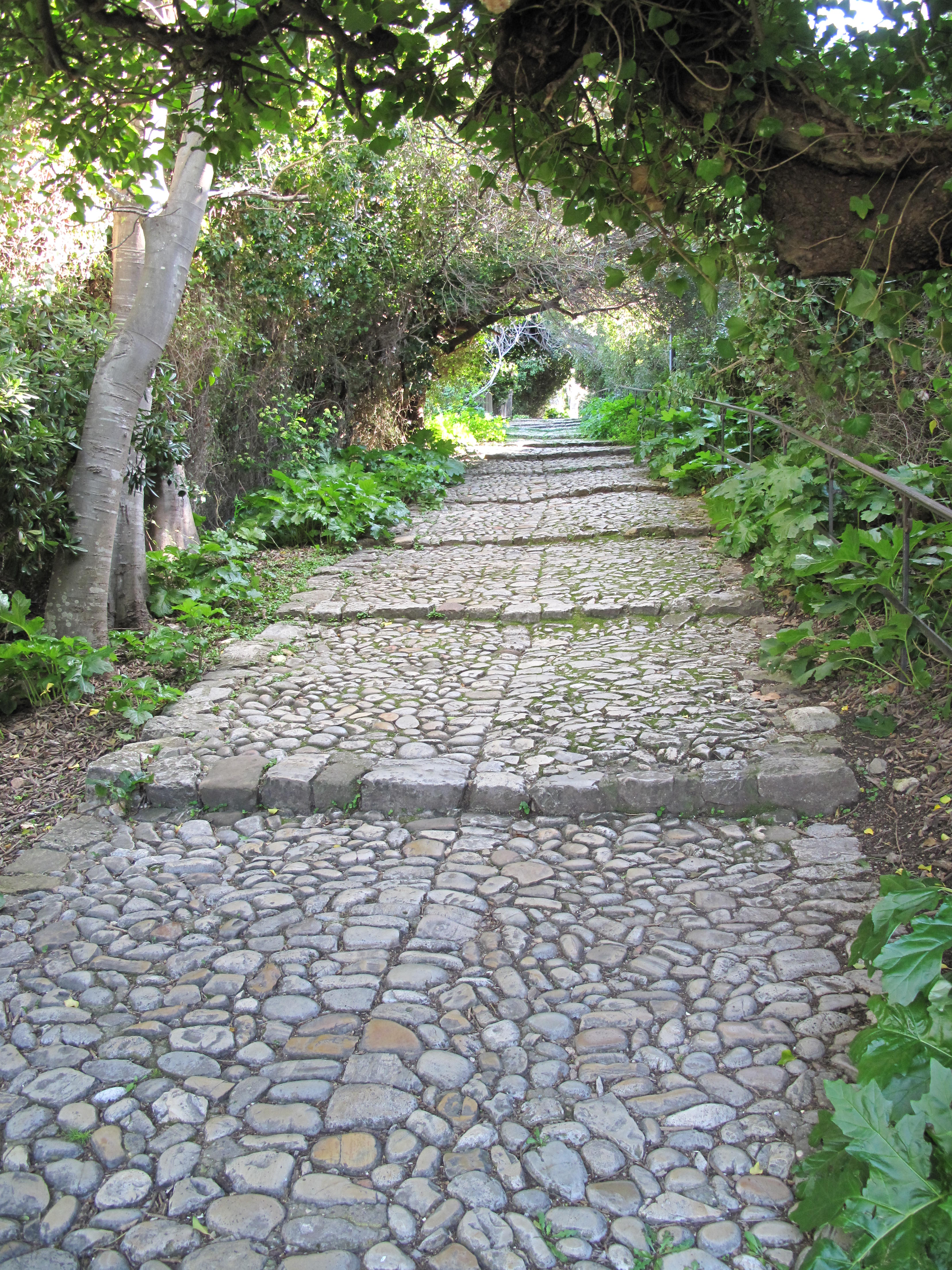
درج منتزه

### المداخل
يُمكن الولوج إلى حديقة براغ عبر خمسة أبواب من الشمال والشرق والجنوب، إلا أن الجهة الغربية بها مبان لا تسمح بدخول الزوار منها.
أما من الجهة الشمالية فهناك بوابة كبيرة تطل على قصر الرياس غير بعيد عن ساحة الشهداء، وذلك عن طريق «شارع محمد بوبلة» في «حي الكتاني»، بالإضافة إلى باب صغيرة تُطل على «شارع أرزقي لوني».
وأما من الجهة الشرقية فإن الرواق الفاصل ما بين الحديقة وثانوية الأمير عبد القادر به بابان صغيرتان للدخول إلى الحديقة، وهذا الرواق اسمه «شارع سيدي عبد الرحمان الثعالبي».
ومن جهة الجنوب، فإن بوابة كبيرة تُطل على امتداد «شارع أرزقي لوني» مع «شارع عبد الرحمان عرباجي» وتسمح بدخول السيارات والراجلين إلى داخل الحديقة.

### الأروقة
تخترق مسارات ضيقة وأروقة كل مساحة حديقة براغ بما يسمح لجموع المتنزهين بالتجوال والتمتع بالمناظر والأجواء، وكذلك بتوغل العربات والدراجات.

### الأدراج
بما أن حديقة براغ تقع على أحد منحدرات الهضبات المحيطة بجبل بوزريعة، فإن الانتقال من مستوى إلى آخر في المنتزه يحتاج إلى أدراج تسمح للراجلين بالنزول والصعود بواسطتها لتفادي التدحرج.
وكل درج من هذه الأدراج يسمح بالوصول إلى المواقع المختلفة في المنتزه والاستجمام تحت ظلال الأشجار.

### النافورة
توجد نافورة في مركز حديقة براغ، وهي عبارة عن حوض حجري كبير يتوسطه ينبوع جاف ومعطل.
ويجري التخطيط لإصلاح وتهيئة هذه النافورة من خلال تزويدها بنظام ضخ مائي عصري، مع إنارة ليلية متعددة الألوان في الحوض.

## المحيط

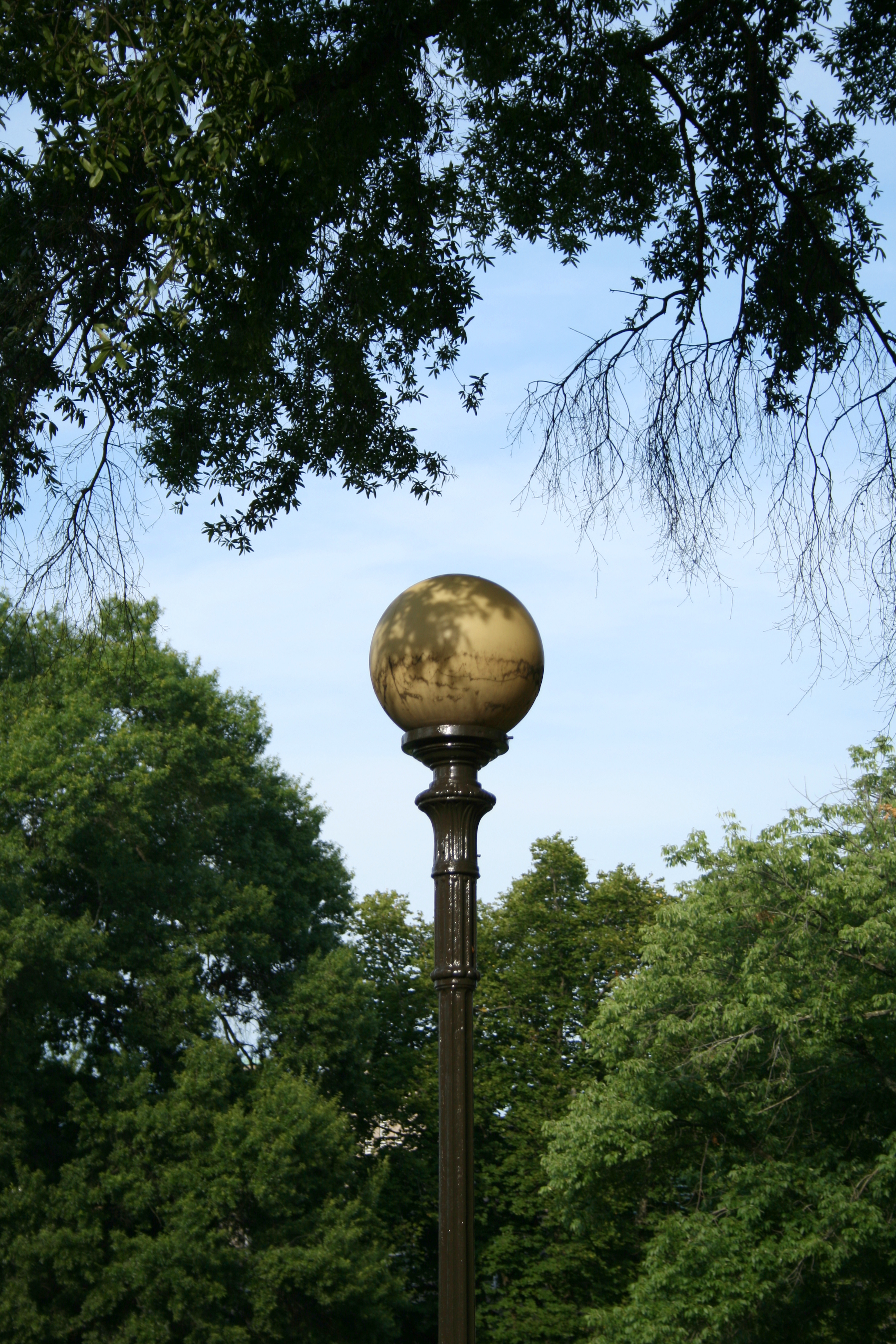
إنارة الشوارع

### الإنارة
تحتاج حديقة براغ إلى إنشاء شبكة أعمدة إنارة كهربائية من أجل تأمينها ليلا وخلال أوقات السماء المغيمة.
ذلك أن الإنارة الكهربائية ستسمح بجعل هذه الحديقة مقصدا لسكان باب الوادي والزوار الآخرين القادمين من المناطق الأخرى، وذلك خلال فترات العطل المدرسية وفصل الصيف.

### الحراسة
إن تحويل حديقة براغ إلى وجهة سياحية رئيسية في مدينة الجزائر يقتضي توظيف حراس دائمين وإنشاء غرف حراسة عند مداخل المنتزه، مع تنظيم دوريات داخل هذا الفضاء الطبيعي لتأمين الأفراد والعائلات والأغراض من الإزعاج والسرقة والاعتداء والممارسات المنافية للأخلاق.
ذلك أن هذه الحديقة يغزوها الأشخاص بدون مأوى خلال فترات الظهيرة والليل للمبيت تحت الأشجار وعلى المقاعد، مع ترك فضلاتهم وأغراضهم في الصباح بعد المغادرة.

### النظافة
الحفاظ على نظافة حديقة براغ هو واجب جميع الزائرين والفاعلين فيها، وهذه المَهمة تقتضي وجود أوعية وأكياس منصبة على أوتاد لتوجيه الناس إلى وضع فضلاتهم فيها، في انتظار قدوم عمال النظافة لجمعها بسلاسة من الأوعية والأكياس وإخراجها من الحديقة.

### الصحة
أثناء فترات قدوم المتنزهين إلى حديقة براغ، فإن وجود طبيب أو ممرض أو عون حماية مدنية داخل الحديقة يُعتبر أولوية من أجل تقديم الإسعافات الأولية في حال حدوث طارئ ما.

### الوقاية من الحرائق

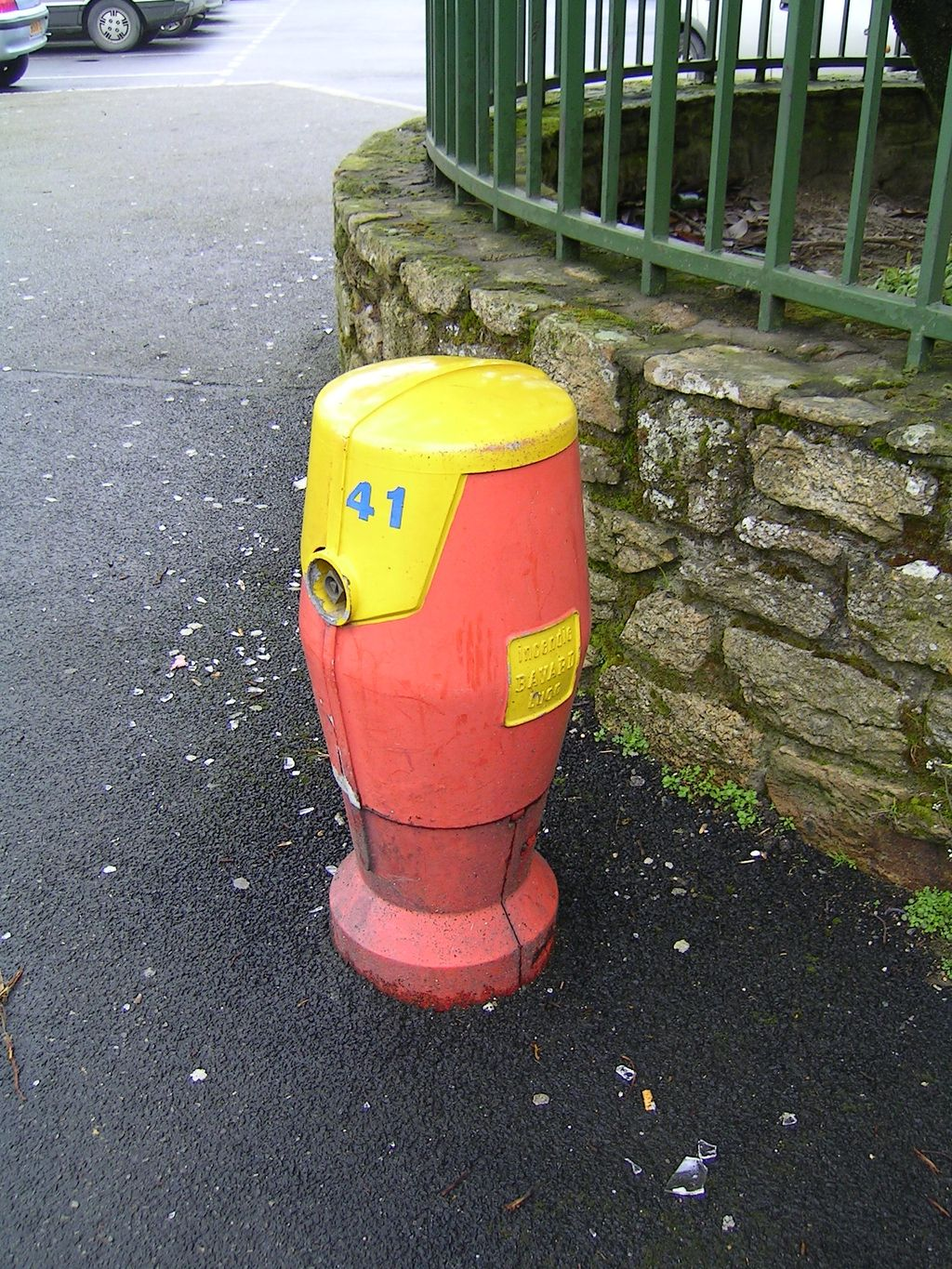
صنبور مياه حريق

حماية حديقة براغ من خطر اندلاع حرائق الغابات، خاصة أثناء فترات ارتفاع درجات الحرارة، يقتضي اتخاذ إجراءات دورية وقائية وعملية.
وتتمثل هذه الإجراءات في السهر الدائم على نظافة الأرضيات تحت الأشجار من تراكم الأوراق والزجاج والمعادن والفضلات.
كما أن طلاء جذوع الأشجار بالجير الأبيض بطريقة علمية يسمح بتفادي انتشار النار من شجرة إلى أخرى في حال اندلاعها.
ويُعتبر تقليم النباتات والشجيرات والأشجار بطريقة علمية ومنهجية وجمالية من وسائل حماية هذه الحديقة من خطر الاحتراق.
ويُضاف إلى ذلك تزويد الحديقة بصنابير مياه حريق خاصة بالحماية المدنية لتسهيل ربطها بخراطيم الإطفاء أثناء التدخلات المحتملة.

## التربية العلمية
يجدر عقد اتفاقية ما بين «محافظة الغابات لولاية الجزائر» مع «وزارة التربية الوطنية الجزائرية» من أجل استغلال حديقة براغ في تأطير دروس «العلوم الطبيعية» بالنسبة لتلاميذ مختلف أطوار التعليم في مدارس ولاية الجزائر.
ذلك أن الأتربة والنباتات والأشجار والحشرات والطيور المتواجدة داخل هذه الحديقة تسمح للتلاميذ مع أساتذتهم بتلقي دروس ميدانية وتطبيقية حول الطبيعة وعالم الأحياء بما يدعم التكوين العلمي في قطاع التربية.
ويجب دعم هذا التوجه العلمي من خلال طبع ملخصات ومطويات خاصة بأنواع الأحياء في هذه الحديقة من أجل توزيعها أو بيعها للزوار لجعل الجولة استكشافية ومليئة بالملاحظة والمتعة والفائدة.

## مكتبة الصور

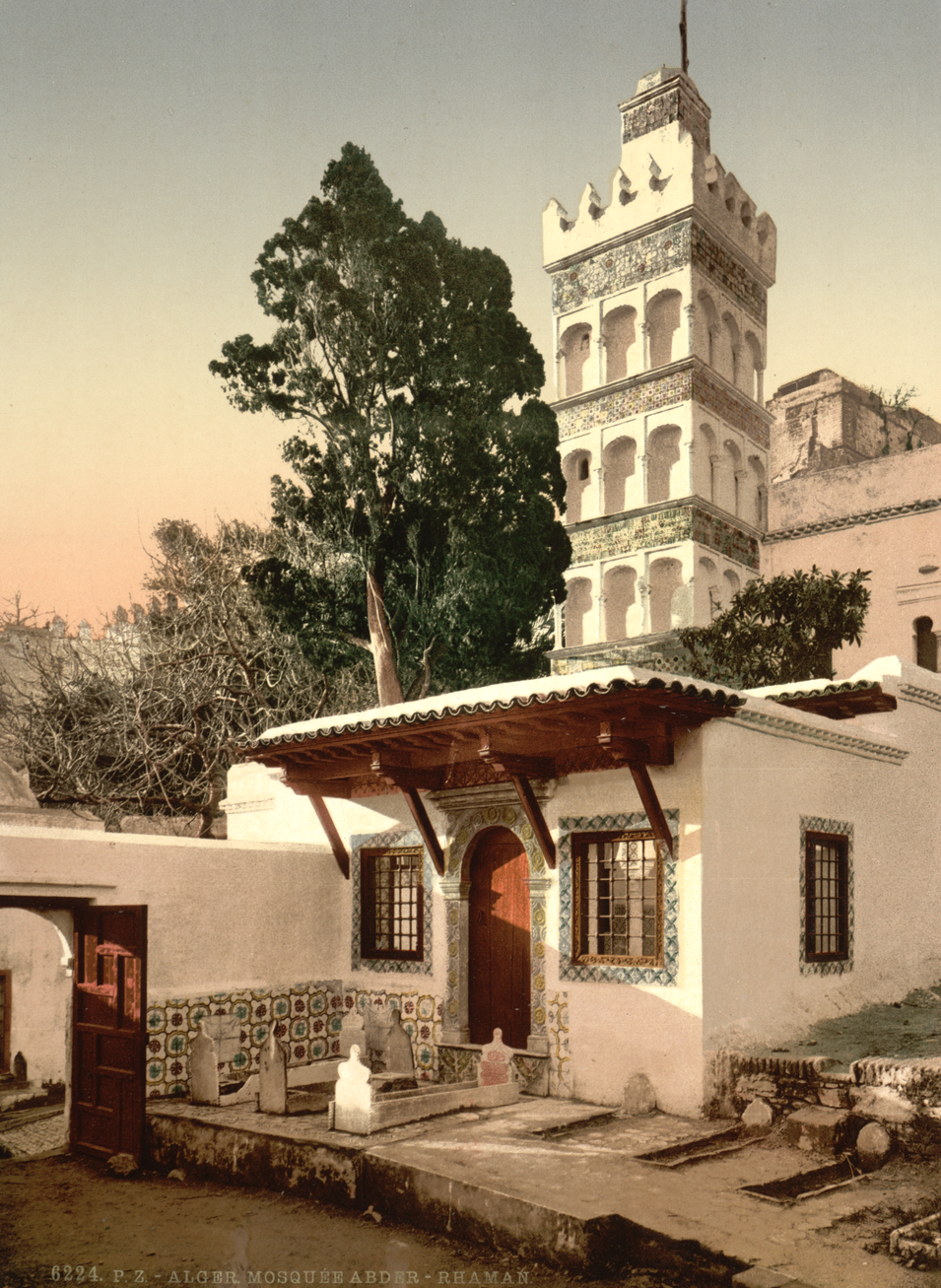
مسجد سيدي عبد الرحمان الثعالبي
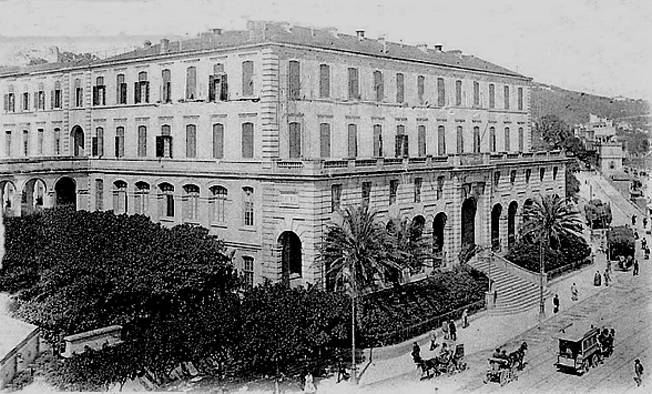
ثانوية الأمير عبد القادر
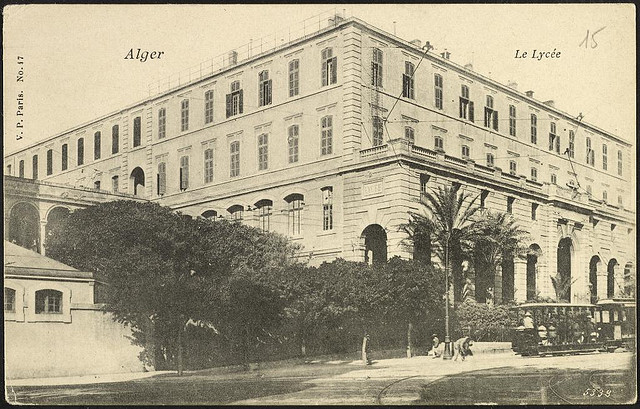
ثانوية الأمير عبد القادر
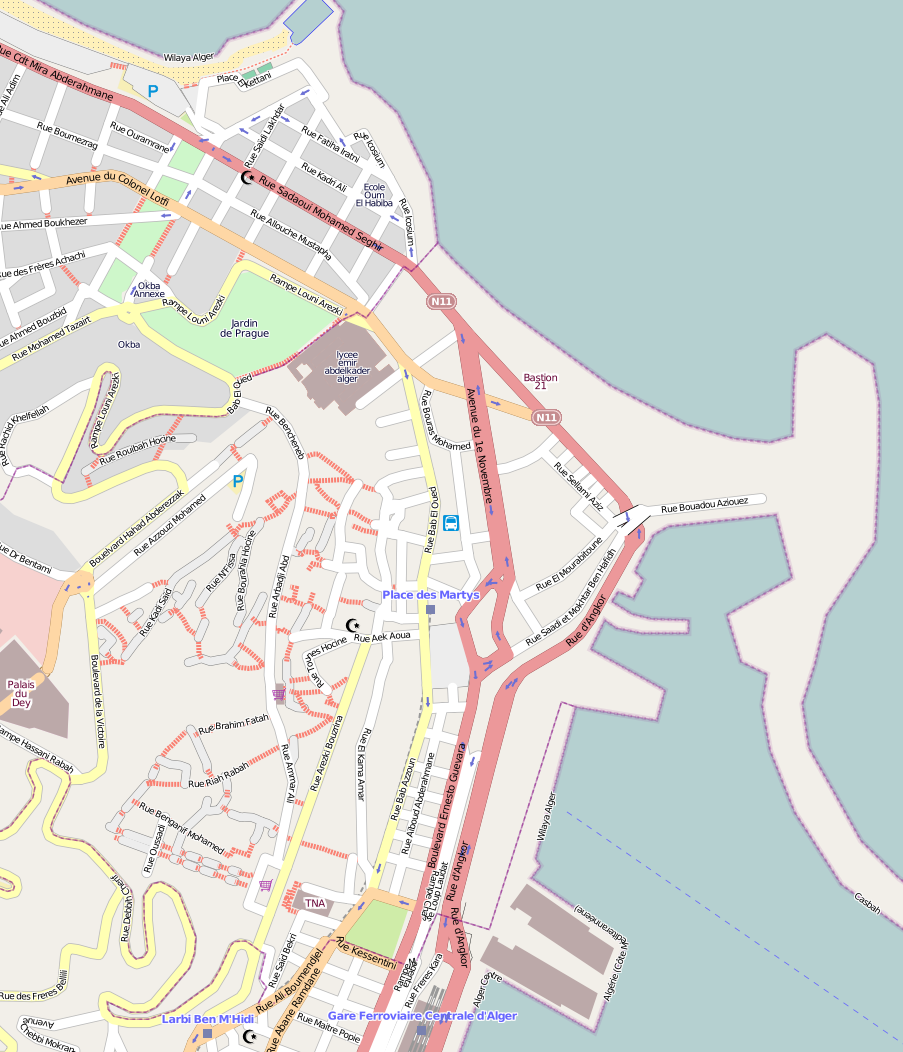
موقع حديقة براغ
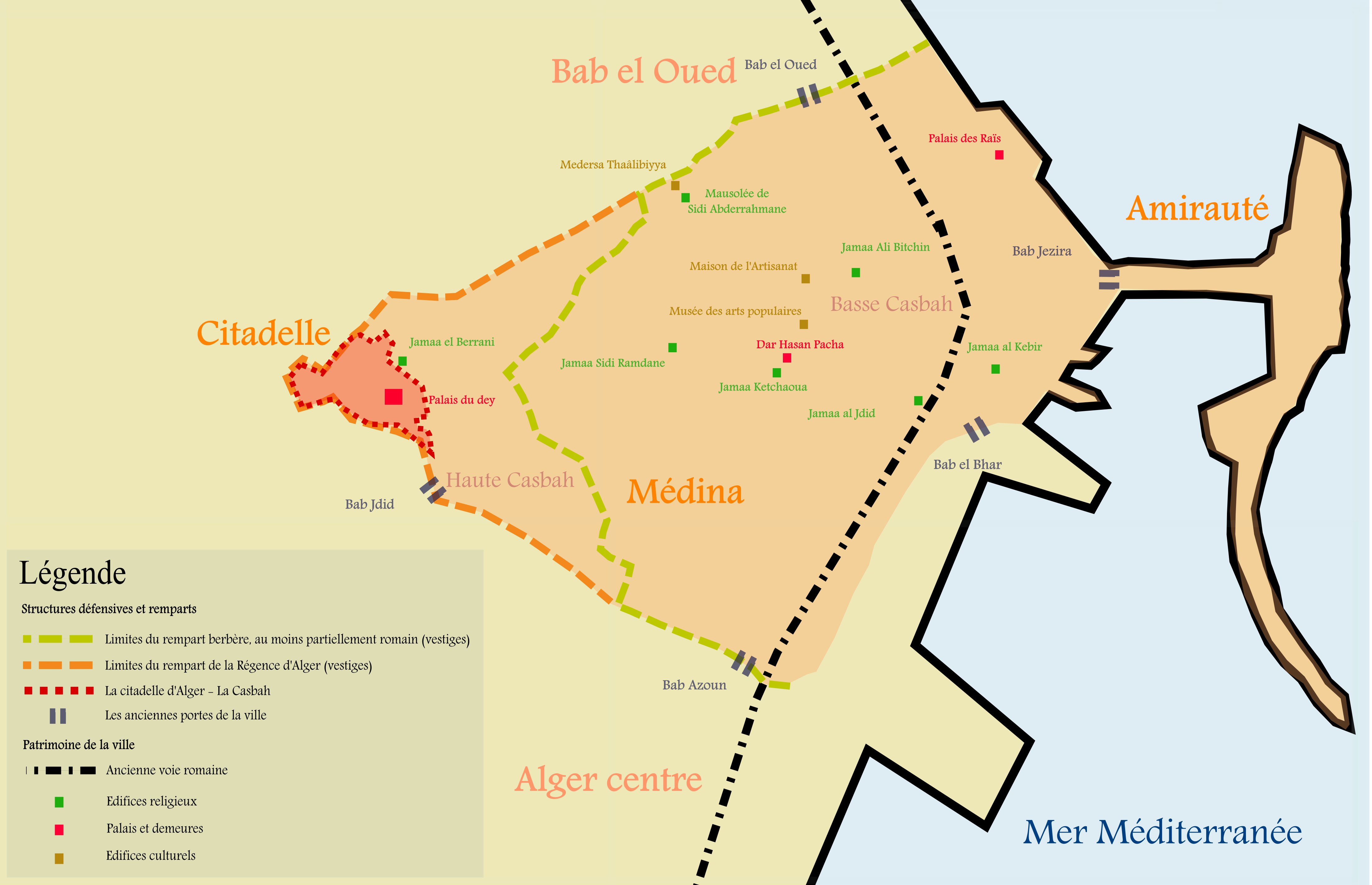
موقع حديقة براغ
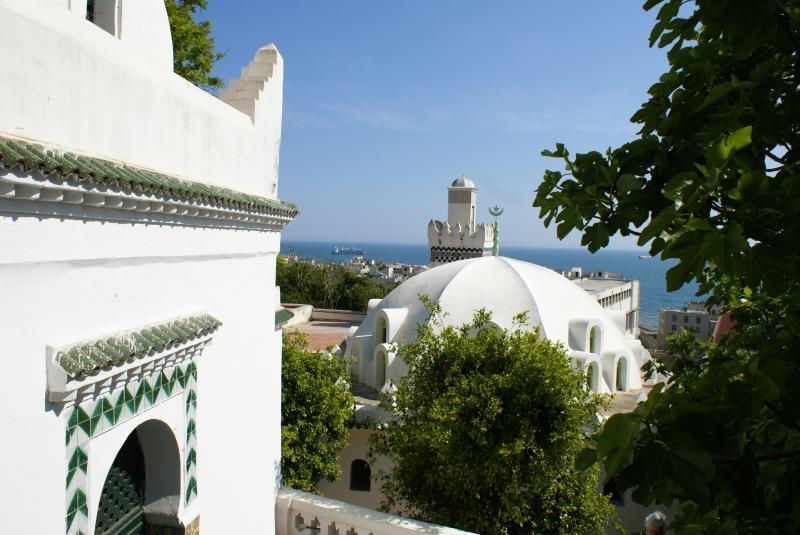
مسجد سيدي عبد الرحمان الثعالبي